# The Leaders
The Leaders is een Amerikaanse jazzband van de modern creativejazz.

## Bezetting
Oprichters
- Chico Freeman (saxofoon)
- Arthur Blythe (saxofoon)
- Don Cherry (trompet, tot 1985)
- Don Pullen (piano, tot 1985)
- Cecil McBee (contrabas)
- Don Moye (drums)

Huidige bezetting
- Chico Freeman (reeds)
- Bobby Watson (reeds)
- Eddie Henderson (trompet)
- Fred Harris (piano)
- Cecil McBee (bas}
- Billy Hart (drums)

Verdere leden
- Lester Bowie (trompet, 1986–1999)
- Kirk Lightsey (piano, vanaf 1986)

## Geschiedenis
The Leaders is een All-Star-formatie uit de contreien van de AACM, die werd geformeerd in 1984. De toenmalige leden waren Arthur Blythe, Chico Freeman, Cecil McBee en Famoudou Don Moye. Aanvankelijk behoorden ook Don Cherry en Don Pullen tot de formatie, die in 1986 werden vervangen door Kirk Lightsey en Lester Bowie.
Moye, Freeman en hun Europese agent Philippe Devisscher bedachten de formatie aanvankelijk als puur tourneeproject. Tot 1986 vonden ook twee Europese tournees plaats. Door het aanhoudende succes werd daaruit een vaste band. In 1986 vertrokken ze van de New Yorkse club Sweet Basil voor een langere tournee door de Verenigde Staten. In de zomer van 1986 ontstond hun eerste album Mudfoot. Baanbrekend aan het concept van The Leaders was (afwijkend van de traditionele All-Star-tournees), dat alle leden gelijkwaardig hun composities inbrachten en hun verschillende ervaringen tot een groepssound versmolten.
Het lukte The Leaders om tussen de polen van de parodistische anarchie van het Art Ensemble of Chicago, waartoe Moye en Bowie behoorden, de meer op arrangementen steunende muziek van de Brass Fantasy Bowies, Chico Freemans vrije stijl en de soulfunk van zijn formatie Brainstorm een eigen vormgeving te ontwikkelen. Voor de achtergrond van vrijere jazzvormen voltrokken The Leaders onder invloed van Bowie een verwijzing naar de jazztradities van Louis Armstrong, Bix Beiderbecke tot Miles Davis. Naar aanleiding van deze relatie tot de jazztraditie in verbinding met vrijere speelvormen, wortelend in de AACM-beweging en de muziek van het Art Ensemble of Chicago, houdt Geoff Dyer in zijn essay Tradition, Influence and Innovation de muziek van The Leaders als de beste jazz van de late jaren 1980.
Na het overlijden van Lester Bowie en de ziekte van Arthur Blythe leidden Chico Freeman en Cecil McBee het Leaders-project verder. Hun cd Spirits Alike werd opgenomen met Bobby Watson, Eddie Henderson, Billy Hart en de relatief onbekende pianist Fred Harris.

## Discografie
- 1986: Mudfoot (Black-Hawk)
- 1986: Out Here Like This (Black Saint)
- 1988: Unforeseen Blessings (Black Saint)
- 1988: Heaven's Dance (Sunnyside), The Leaders Trio-Album mit Lightsey, McBee und Moye
- 1993: Slipping and Sliding (Sound Hills)
- 2007: Spirits Alike (Double Moon Records)